# Chorizanthe diffusa
Chorizanthe diffusa är en slideväxtart som beskrevs av George Bentham. Chorizanthe diffusa ingår i släktet Chorizanthe och familjen slideväxter. Inga underarter finns listade i Catalogue of Life.